# Milestone S.r.l.
Milestone S.r.l. ist der größte und erfolgreichste Computerspiele-Entwickler in Italien. Es entstand aus dem Entwickler Graffiti und wurde 1996 von Antonio Farina gegründet. Spezialisiert ist es auf actionlastige Rennspiele. Milestone begründete die Bleifuss-Computerspielserie und hatte mit dessen ersten Titel seinen europaweiten Durchbruch. 2019 übernahm Koch Media das Studio.

## Ludographie

### Graffiti
| Jahr | Titel        | Plattform                           |
| ---- | ------------ | ----------------------------------- |
| 1994 | Super Loopz  | Super Nintendo Entertainment System |
| 1995 | Iron Assault | MS-DOS                              |
| 1995 | Bleifuss     | MS-DOS                              |

### Milestone
| Jahr | Titel                                               | Plattform                                                                                  |
| ---- | --------------------------------------------------- | ------------------------------------------------------------------------------------------ |
| 1996 | Bleifuss 2                                          | MS-DOS                                                                                     |
| 1997 | Bleifuss Rally                                      | MS-DOS, Windows                                                                            |
| 1999 | Superbike World Championship                        | Windows                                                                                    |
| 2000 | Superbike 2000                                      | Windows, PlayStation                                                                       |
| 2000 | Superbike 2001                                      | Windows                                                                                    |
| 2003 | Racing Evoluzione                                   | Xbox                                                                                       |
| 2003 | L’eredità                                           | Windows, PlayStation 2                                                                     |
| 2005 | Alfa Romeo Racing Italiano                          | Windows, PlayStation 2, Xbox                                                               |
| 2005 | The X Factor Sing                                   | Windows, PlayStation 2                                                                     |
| 2006 | Australian Idol Sing                                | PlayStation 2                                                                              |
| 2006 | Corvette Evolution GT                               | Windows, PlayStation 2                                                                     |
| 2006 | Super-Bikes Riding Challenge                        | Windows, PlayStation 2                                                                     |
| 2006 | Suzuki Super-Bikes II: Riding Challenge             | Nintendo DS, PlayStation                                                                   |
| 2007 | MotoGP 07                                           | PlayStation                                                                                |
| 2007 | SBK-07: Superbike World Championship                | PlayStation 2, PlayStation 3, PlayStation Portable                                         |
| 2007 | Super PickUps                                       | PlayStation 2, Wii                                                                         |
| 2008 | MotoGP 08                                           | Windows, PlayStation 2, PlayStation 3, PlayStation Portable, Wii, Xbox 360                 |
| 2008 | SBK-08: Superbike World Championship                | Windows, PlayStation 2, PlayStation 3, PlayStation Portable, Xbox 360                      |
| 2009 | SBK-09: Superbike World Championship                | Windows, PlayStation 2, PlayStation 3, PlayStation Portable, Xbox 360                      |
| 2009 | Superstars V8 Racing                                | Windows, PlayStation 3, Xbox 360                                                           |
| 2010 | SBK X: Superbike World Championship                 | Windows, PlayStation 3, Xbox 360                                                           |
| 2010 | Superstars V8: Next Challenge                       | Windows, PlayStation 3, Xbox 360                                                           |
| 2010 | WRC FIA World Rally Championship                    | Windows, PlayStation 3, Xbox 360                                                           |
| 2011 | SBK 2011: FIM Superbike World Championship          | Windows, PlayStation 3, Xbox 360                                                           |
| 2011 | WRC 2: FIA World Rally Championship                 | Windows, PlayStation 3, Xbox 360                                                           |
| 2012 | MUD: FIM Motocross World Championship               | Windows, PlayStation 3, PlayStation Vita, Xbox 360                                         |
| 2012 | SBK Generations                                     | Windows, PlayStation 3, Xbox 360                                                           |
| 2012 | WRC 3: FIA World Rally Championship                 | Windows, PlayStation 3, PlayStation Vita, Xbox 360                                         |
| 2013 | MotoGP 13                                           | Windows, PlayStation 3, PlayStation Vita, Xbox 360                                         |
| 2013 | WRC 4: FIA World Rally Championship                 | Windows, PlayStation 3, PlayStation Vita, Xbox 360                                         |
| 2013 | WRC Powerslide                                      | Windows, PlayStation 3, Xbox 360                                                           |
| 2013 | WRC Shakedown Edition                               | iOS                                                                                        |
| 2014 | MotoGP 14                                           | Windows, PlayStation 3, PlayStation 4, PlayStation Vita, Xbox 360                          |
| 2014 | MXGP: The Official Motocross Videogame              | Windows, PlayStation 3, PlayStation 4, PlayStation Vita, Xbox 360                          |
| 2015 | Karate Master 2: Knock Down Blow                    | Windows                                                                                    |
| 2015 | MotoGP 15                                           | Windows, PlayStation 3, PlayStation 4, Xbox 360, Xbox One                                  |
| 2015 | Ride                                                | Windows, PlayStation 3, PlayStation 4, Xbox 360, Xbox One                                  |
| 2016 | Ducati: 90th Anniversary                            | Windows, PlayStation 4, Xbox One                                                           |
| 2016 | MXGP2: The Official Motocross Videogame             | Windows, PlayStation 4, Xbox One                                                           |
| 2016 | Sébastien Loeb Rally Evo                            | Windows, PlayStation 4, Xbox One                                                           |
| 2016 | Valentino Rossi: The Game                           | Windows, PlayStation 4, Xbox One                                                           |
| 2017 | MotoGP 17                                           | Windows, PlayStation 4, Xbox One                                                           |
| 2017 | MXGP3: The Official Motocross Videogame             | Windows, Nintendo Switch, PlayStation 4, Xbox One                                          |
| 2017 | Ride 2                                              | Windows, PlayStation 4, Xbox One                                                           |
| 2018 | Gravel                                              | Windows, PlayStation 4, Xbox One                                                           |
| 2018 | Monster Energy Supercross: The Official Videogame   | Windows, Nintendo Switch, PlayStation 4, Xbox One                                          |
| 2018 | MotoGP 18                                           | Windows, Nintendo Switch, PlayStation 4, Xbox One                                          |
| 2018 | MXGP: Pro                                           | Windows, PlayStation 4, Xbox One                                                           |
| 2018 | Ghostly Matter                                      | Windows                                                                                    |
| 2018 | Ride 3                                              | Windows, PlayStation 4, Xbox One                                                           |
| 2019 | Monster Energy Supercross 2: The Official Videogame | Windows, Nintendo Switch, PlayStation 4, Xbox One                                          |
| 2019 | MotoGP 19                                           | Windows, Nintendo Switch, PlayStation 4, Xbox One                                          |
| 2019 | MXGP 2019                                           | Windows, PlayStation 4, Xbox One                                                           |
| 2020 | Monster Energy Supercross 3: The Official Videogame | Windows, Nintendo Switch, PlayStation 4, Stadia, Xbox One                                  |
| 2020 | MotoGP 20                                           | Windows, Nintendo Switch, PlayStation 4, Stadia, Xbox One                                  |
| 2020 | Ride 4                                              | Windows, PlayStation 4, PlayStation 5, Xbox One, Xbox Series, Amazon Luna                  |
| 2020 | MXGP 2020                                           | Windows, PlayStation 4, PlayStation 5, Xbox One                                            |
| 2021 | Monster Energy Supercross: The Official Videogame 4 | Windows, PlayStation 4, PlayStation 5, Xbox One, Xbox Series, Stadia                       |
| 2021 | MotoGP 21                                           | Windows, Nintendo Switch, PlayStation 4, PlayStation 5, Xbox One, Xbox Series, Stadia      |
| 2021 | Hot Wheels Unleashed                                | Windows, Nintendo Switch, PlayStation 4, PlayStation 5, Xbox One, Xbox Series, Amazon Luna |
| 2021 | MXGP 2021                                           | Windows, PlayStation 4, PlayStation 5, Xbox One, Xbox Series                               |
| 2022 | Monster Energy Supercross: The Official Videogame 5 | Windows, PlayStation 4, PlayStation 5, Xbox One, Xbox Series                               |
| 2022 | MotoGP 22                                           | Windows, Nintendo Switch, PlayStation 4, PlayStation 5, Xbox One, Xbox Series              |
| 2022 | SBK 22                                              | Windows, PlayStation 4, PlayStation 5, Xbox One, Xbox Series                               |
| 2023 | Monster Energy Supercross: The Official Videogame 6 | Windows, PlayStation 4, PlayStation 5, Xbox One, Xbox Series                               |
| 2023 | MotoGP 23                                           | Windows, Nintendo Switch, PlayStation 4, PlayStation 5, Xbox One, Xbox Series              |
| 2023 | Ride 5                                              | Windows, PlayStation 5, Xbox Series                                                        |
| 2023 | Hot Wheels Unleashed 2: Turbocharged                | Windows, Nintendo Switch, PlayStation 4, PlayStation 5, Xbox One, Xbox Series              |
| 2024 | MotoGP 24                                           | Windows, Nintendo Switch, PlayStation 4, PlayStation 5, Xbox One, Xbox Series              |
| 2024 | Monster Jam Showdown                                | Windows, Nintendo Switch, PlayStation 4, PlayStation 5, Xbox One, Xbox Series              |